# Karolis Laukžemis
Karolis Laukžemis (Palanga, 11 marzo 1992) è un calciatore lituano, attaccante del Panargeiakos.

## Carriera

### Club
Inizia a giocare nel 2008 con l'Atlantas, dove in sei anni realizza cinque reti in 62 partite.
Nel 2015, firma un contratto annuale con il Granitas Klaipėda.
Nello stesso anno, viene ceduto al Sūduva, dove in due anni realizza tre reti in 32 partite. Nel 2016, viene girato in prestito ai lettoni dello Jelgava, realizzando due reti in 15 partite. Nel 2017, torna al Sūduva, dove in due anni realizza 20 reti in 45 partite, contribuendo alla vittoria del campionato e vincendo il premio di giocatore del mese di marzo 2018 della A lyga.
Il 1º luglio 2018, viene acquistato dagli spagnoli dell'Alavés, con i quali firma un contratto triennale, che lo cedono in comproprietà ai croati dell'Istria 1961. Il 28 gennaio 2020, viene girato in prestito agli sloveni del Tabor Sežana.
Il 24 ottobre 2020, viene acquistato a titolo definitivo dai maltesi dell'Hibernians. Il 17 gennaio 2021, rescinde il contratto che lo legava al club.

### Nazionale
Ha debuttato con la nazionale lituana il 24 marzo 2018 in un'amichevole contro la Georgia, terminata con la sconfitta per 4-0. Mette a segno il suo primo gol, che vale il pareggio, il 5 giugno 2018 nell'incontro con la Lettonia terminato 1-1, nella Coppa del Baltico. Si ripete l'11 ottobre 2020, segnando il gol del definitivo 2-2 contro la Bielorussia in Nations League.

## Statistiche

### Cronologia presenze e reti in nazionale
Aggiornato al 14 giugno 2023
| Cronologia completa delle presenze e delle reti in nazionale ― Lituania | Cronologia completa delle presenze e delle reti in nazionale ― Lituania | Cronologia completa delle presenze e delle reti in nazionale ― Lituania | Cronologia completa delle presenze e delle reti in nazionale ― Lituania | Cronologia completa delle presenze e delle reti in nazionale ― Lituania | Cronologia completa delle presenze e delle reti in nazionale ― Lituania | Cronologia completa delle presenze e delle reti in nazionale ― Lituania | Cronologia completa delle presenze e delle reti in nazionale ― Lituania |
| Data                                                                    | Città                                                                   | In casa                                                                 | Risultato                                                               | Ospiti                                                                  | Competizione                                                            | Reti                                                                    | Note                                                                    |
| ----------------------------------------------------------------------- | ----------------------------------------------------------------------- | ----------------------------------------------------------------------- | ----------------------------------------------------------------------- | ----------------------------------------------------------------------- | ----------------------------------------------------------------------- | ----------------------------------------------------------------------- | ----------------------------------------------------------------------- |
| 24-3-2018                                                               | Tbilisi                                                                 | Georgia                                                                 | 4 – 0                                                                   | Lituania                                                                | Amichevole                                                              | -                                                                       | 72’                                                                     |
| 27-3-2018                                                               | Erevan                                                                  | Armenia                                                                 | 0 – 1                                                                   | Lituania                                                                | Amichevole                                                              | -                                                                       | 90’                                                                     |
| 30-5-2018                                                               | Rakvere                                                                 | Estonia                                                                 | 2 – 0                                                                   | Lituania                                                                | Amichevole                                                              | -                                                                       | 75’                                                                     |
| 5-6-2018                                                                | Vilnius                                                                 | Lituania                                                                | 1 – 1                                                                   | Lettonia                                                                | Amichevole                                                              | 1                                                                       | 68’                                                                     |
| 8-6-2018                                                                | Mosca                                                                   | Lituania                                                                | 0 – 1                                                                   | Iran                                                                    | Amichevole                                                              | -                                                                       | 45’ 60’                                                                 |
| 12-6-2018                                                               | Varsavia                                                                | Polonia                                                                 | 4 – 0                                                                   | Lituania                                                                | Amichevole                                                              | -                                                                       | 69’                                                                     |
| 7-6-2019                                                                | Vilnius                                                                 | Lituania                                                                | 1 – 1                                                                   | Lussemburgo                                                             | Qual. Euro 2020                                                         | -                                                                       | 55’ 71’                                                                 |
| 10-6-2019                                                               | Belgrado                                                                | Serbia                                                                  | 4 – 1                                                                   | Lituania                                                                | Qual. Euro 2020                                                         | -                                                                       | 77’                                                                     |
| 7-9-2019                                                                | Vilnius                                                                 | Lituania                                                                | 0 – 3                                                                   | Ucraina                                                                 | Qual. Euro 2020                                                         | -                                                                       | 68’                                                                     |
| 10-9-2019                                                               | Vilnius                                                                 | Lituania                                                                | 1 – 5                                                                   | Portogallo                                                              | Qual. Euro 2020                                                         | -                                                                       | 66’                                                                     |
| 11-10-2019                                                              | Kiev                                                                    | Ucraina                                                                 | 2 – 0                                                                   | Lituania                                                                | Qual. Euro 2020                                                         | -                                                                       | 77’                                                                     |
| 14-10-2019                                                              | Vilnius                                                                 | Lituania                                                                | 1 – 2                                                                   | Serbia                                                                  | Qual. Euro 2020                                                         | -                                                                       | 65’ 90’                                                                 |
| 4-9-2020                                                                | Vilnius                                                                 | Lituania                                                                | 0 – 2                                                                   | Kazakistan                                                              | UEFA Nations League 2020-2021 - 1º Turno                                | -                                                                       | 45’                                                                     |
| 7-9-2020                                                                | Tirana                                                                  | Albania                                                                 | 0 – 1                                                                   | Lituania                                                                | UEFA Nations League 2020-2021 - 1º Turno                                | -                                                                       | 78’                                                                     |
| 11-10-2020                                                              | Vilnius                                                                 | Lituania                                                                | 2 – 2                                                                   | Bielorussia                                                             | UEFA Nations League 2020-2021 - 1º Turno                                | 1                                                                       | 60’                                                                     |
| 14-10-2020                                                              | Vilnius                                                                 | Lituania                                                                | 0 – 0                                                                   | Albania                                                                 | UEFA Nations League 2020-2021 - 1º Turno                                | -                                                                       | 87’                                                                     |
| 11-11-2020                                                              | Vilnius                                                                 | Lituania                                                                | 2 – 1                                                                   | Fær Øer                                                                 | Amichevole                                                              | -                                                                       | 68’                                                                     |
| 15-11-2020                                                              | Barysaŭ                                                                 | Bielorussia                                                             | 2 – 0                                                                   | Lituania                                                                | UEFA Nations League 2020-2021 - 1º Turno                                | -                                                                       | 45’                                                                     |
| 18-11-2020                                                              | Almaty                                                                  | Kazakistan                                                              | 1 – 2                                                                   | Lituania                                                                | UEFA Nations League 2020-2021 - 1º Turno                                | -                                                                       | 58’ 84’                                                                 |
| 24-3-2021                                                               | Pristina                                                                | Kosovo                                                                  | 4 – 0                                                                   | Lituania                                                                | Amichevole                                                              | -                                                                       | 72’                                                                     |
| 28-3-2021                                                               | San Gallo                                                               | Svizzera                                                                | 1 – 0                                                                   | Lituania                                                                | Qual. Mondiali 2022                                                     | -                                                                       | 58’                                                                     |
| 1-6-2021                                                                | Vilnius                                                                 | Lituania                                                                | 1 – 1                                                                   | Estonia                                                                 | Amichevole                                                              | -                                                                       | 70’                                                                     |
| 4-6-2021                                                                | Riga                                                                    | Lettonia                                                                | 3 – 1                                                                   | Lituania                                                                | Amichevole                                                              | -                                                                       | 76’                                                                     |
| 9-10-2021                                                               | Vilnius                                                                 | Lituania                                                                | 3 – 1                                                                   | Bulgaria                                                                | Qual. Mondiali 2022                                                     | -                                                                       | 62’ 74’                                                                 |
| 12-10-2021                                                              | Vilnius                                                                 | Lituania                                                                | 0 – 4                                                                   | Svizzera                                                                | Qual. Mondiali 2022                                                     | -                                                                       | 45’                                                                     |
| 12-11-2021                                                              | Belfast                                                                 | Irlanda del Nord                                                        | 1 – 0                                                                   | Lituania                                                                | Qual. Mondiali 2022                                                     | -                                                                       | 80’                                                                     |
| 15-11-2021                                                              | Vilnius                                                                 | Lituania                                                                | 1 – 1                                                                   | Kuwait                                                                  | Amichevole                                                              | -                                                                       | 45’                                                                     |
| 7-6-2022                                                                | Vilnius                                                                 | Lituania                                                                | 0 – 6                                                                   | Turchia                                                                 | UEFA Nations League 2022-2023 - 1º Turno                                | -                                                                       | 65’                                                                     |
| 11-6-2022                                                               | Tórshavn                                                                | Fær Øer                                                                 | 2 – 1                                                                   | Lituania                                                                | UEFA Nations League 2022-2023 - 1º Turno                                | -                                                                       | 64’ 66’                                                                 |
| 24-3-2023                                                               | Belgrado                                                                | Serbia                                                                  | 2 – 0                                                                   | Lituania                                                                | Qual. Euro 2024                                                         | -                                                                       | 80’                                                                     |
| 27-3-2023                                                               | Atene                                                                   | Grecia                                                                  | 0 – 0                                                                   | Lituania                                                                | Amichevole                                                              | -                                                                       | 45’                                                                     |
| Totale                                                                  |                                                                         | Presenze                                                                | 31                                                                      |                                                                         | Reti                                                                    | 2                                                                       |                                                                         |

## Palmarès

### Club

#### Competizioni nazionali
- Campionato lituano: 1

Sūduva: 2017
- Supercoppa di Lituania: 1

Sūduva: 2018